# Sciara albicoxa
Sciara albicoxa är en tvåvingeart som beskrevs av Günther Enderlein 1912. Sciara albicoxa ingår i släktet Sciara och familjen sorgmyggor. Inga underarter finns listade i Catalogue of Life.